# Гате, Флори
Хильда Флоренс (Флори) Маргарет Гате, урождённая Кейллер (швед. Hilda Florence (Flory) Margaret Gate; 26 марта 1904 — 5 января 1998) — шведская художница, фермер и участница движения за мир.

## Биография и творчество
Флори Кейллер родилась в 1904 году. Её родителями были Джеймс Кейллер, имевший шотландские корни, и его жена Алиса Лион. Отец и мать Флори были близки к придворным кругам, и король Густав V часто гостил у них летом. Детство Флори прошло на отцовской ферме в Халланде, где и зародился её интерес к сельскому хозяйству.
Флори получила художественное образование, в том числе в Скандинавской академии в Париже. Вернувшись в Швецию, она училась гравировке и дизайну на стекольном заводе в Оррефорсе. В 1929 году Флори Кейллер вышла замуж за Симона Гате, стеклодува и художественного директора завода. Позднее она познакомилась с Элин Вегнер, посетившей завод в рамках экскурсии, и они стали близкими подругами.
В 1930-х годах Флори рассталась с мужем и переехала, вместе с двумя детьми, в Гётеборг. Но ей не хватало близости к земле, и в 1939 году она приобрела ферму в деревне Ледья (Lädja) в Крунуберге. Переселившись туда, она также получила возможность чаще общаться с Элин Вегнер, и в 1930-х годах они много путешествовали вместе, посетив, в числе прочего, в 1934 году Ленинград и Москву. В 1935 году Флори Гате приняла участие в мирной демонстрации в Стокгольме, организованной Элин Вегнер. Кроме того, она вошла в состав делегации, призванной представить принятые в Стокгольме решения на рассмотрение Лиги Наций. В Женеве Элин Вегнер и Флори Гате стали соучредителями Женской организации за порядок в мире (Women’s Organisation for World Order) и в последующие годы участвовали в конференциях этой организации в Зальцбурге, Братиславе и Люцерне. Кроме того, в Швейцарии Флори Гате посетила ферму Минны Хофстеттер, поборницы экологического сельского хозяйства, и прониклась её идеями.
Вернувшись в Швецию, Флори отказалась от использования химикатов на собственной ферме. В 1949 году, будучи у неё в гостях, умерла Элин Вегнер. Два года спустя Флори Гате открыла в Ледье ткацкую школу и небольшую текстильную фабрику для трудоустройства женщин. В 1967 году, в возрасте 63 лет, она перестала работать на ферме, но продолжала принимать активное участие в миротворческой деятельности и стала членом Международного женского союза за мир и свободу. В 1982 году она учредила Фонд Флори Гате (Flory Gates stiftelse Fred med Jorden), призванный оказывать материальную поддержку женщинам, применявшим экологические методы ведения сельского хозяйства.
В 1985 году о Флори Гате был снят фильм «Mötet med Flory». В 1990 году она стала одной из основательниц и вице-президентом Общества Элин Вегнер и организовала сбор средств, чтобы выкупить дом Вегнер, Lilla Björka. В 1994 году она была награждена Премией провинции Крунеберг (Landstinget Kronobergs läns kulturpris). Сохранилась обширная переписка, которую Флори Гате и Элин Вегнер вели на протяжении многих лет.
Флори Гате умерла в Берге в 1998 году.